# Église Saint-Jean-Baptiste de Chéméré
L'église Saint-Jean-Baptiste est une église paroissiale catholique, dédiée à Jean le Baptiste, située dans la commune française de Chaumes-en-Retz (commune déléguée de Chéméré) dans le département de la Loire-Atlantique.

## Situation et accès
L'église se situe au centre de la commune déléguée de Chéméré, dans le sud du département de la Loire-Atlantique. Elle s'inscrit dans l'angle formé par l'avenue Arthus-Princé, où se trouve son entrée principale, et la rue du Béziau. Une voie longe également le côté arrière.
L'hôtel de ville de Chéméré est situé en face de l'église.

## Histoire
La première église faisait partie de la paroisse fondée par Hascoët de Rais en 1020.
Elle fut détruite en totalité lors d'un incendie sous la Révolution, en 1794, par les colonnes infernales du général Turreau.
Un nouvel édifice fut construit au même endroit en 1805. Il pouvait accueillir 1 277 paroissiens. Cette construction étant considérée comme trop petite et fragile, la décision est prise, en 1849, d'en reconstruire une nouvelle. Il faut attendre 1875 pour que le projet soit approuvé et le financement assuré. L'édifice est alors rasé et le cimetière déplacé pour permettre la construction d'une troisième église de style néo-gothique, qui fut confiée à l'architecte Henry Galec en 1877, qui achève les travaux du corps du bâtiment en 1879. 
Après l'achèvement du clocher, l'église fut inaugurée le 18 décembre 1894 et dédiée à Jean le Baptiste. Des éléments de l'ancien édifice ont été réutilisés pour la décoration intérieure.

## Structure

### Intérieur
Trois cloches ont été installées grâce à la générosité des paroissiens, ces cloches portent des noms :
- Fernande Adeline qui donne le mi naturel et pèse 1 165 kg ;
- Marie-Rose, qui donne le fa dièse et pèse 836 kg ;
- Jeanne Marie qui donne le sol dièse et pèse 617 kg.

Un encensoir, une navette à encens, une cuillère et une croix de procession ont été inscrits aux monuments historiques en 1964 en tant qu'objets ; c'est également le cas d'un ensemble d'orfèvrerie. La croix de procession en bois d'orme, sur laquelle est représentée le Christ, date de la fin du XVIIe siècle. Installée jusqu'en 1963 dans le cimetière, elle a été restaurée avant d'être placée dans l'église.

## Galerie

Vues générales
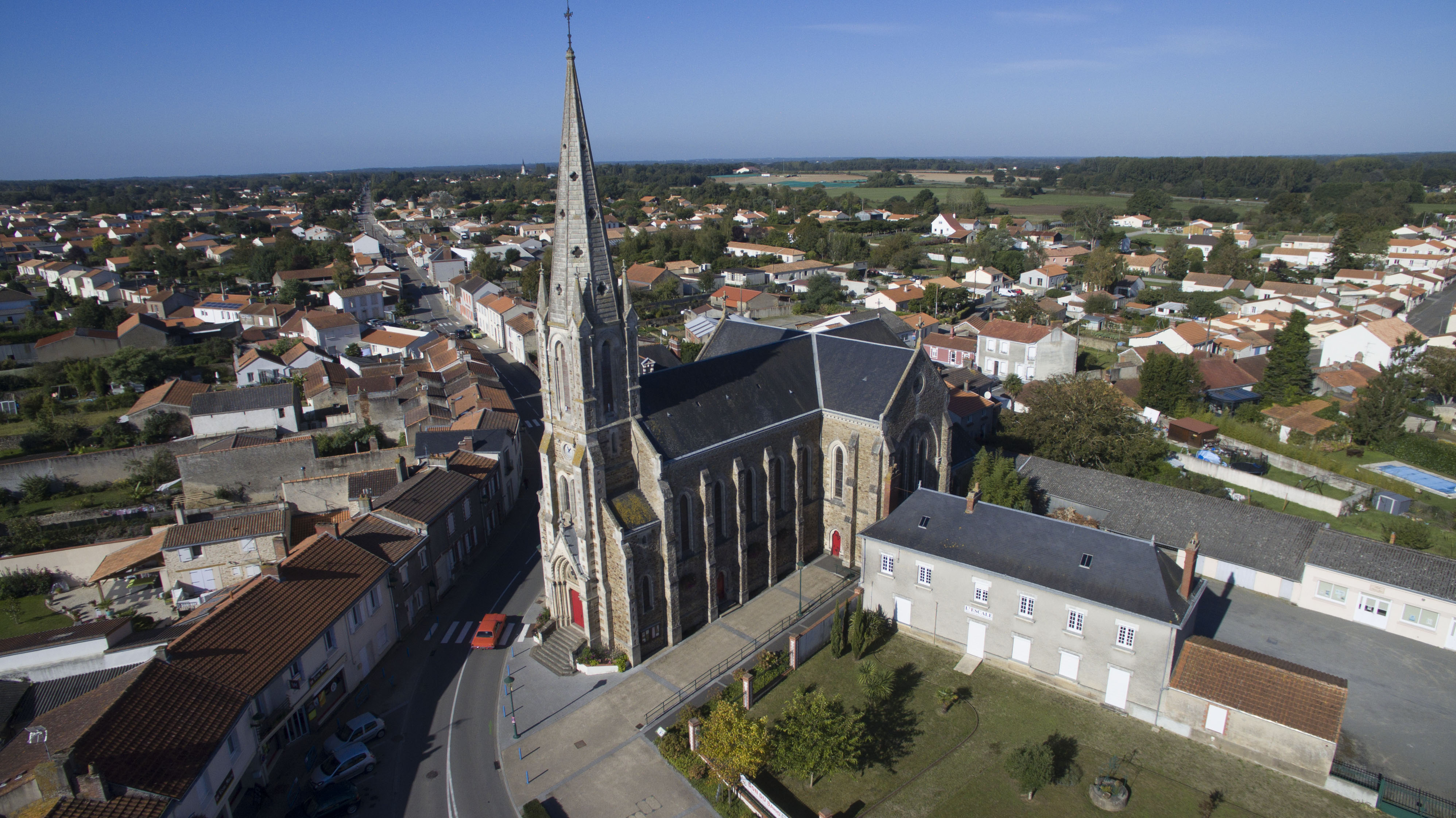
Vue aérienne de l'église et de Chéméré.
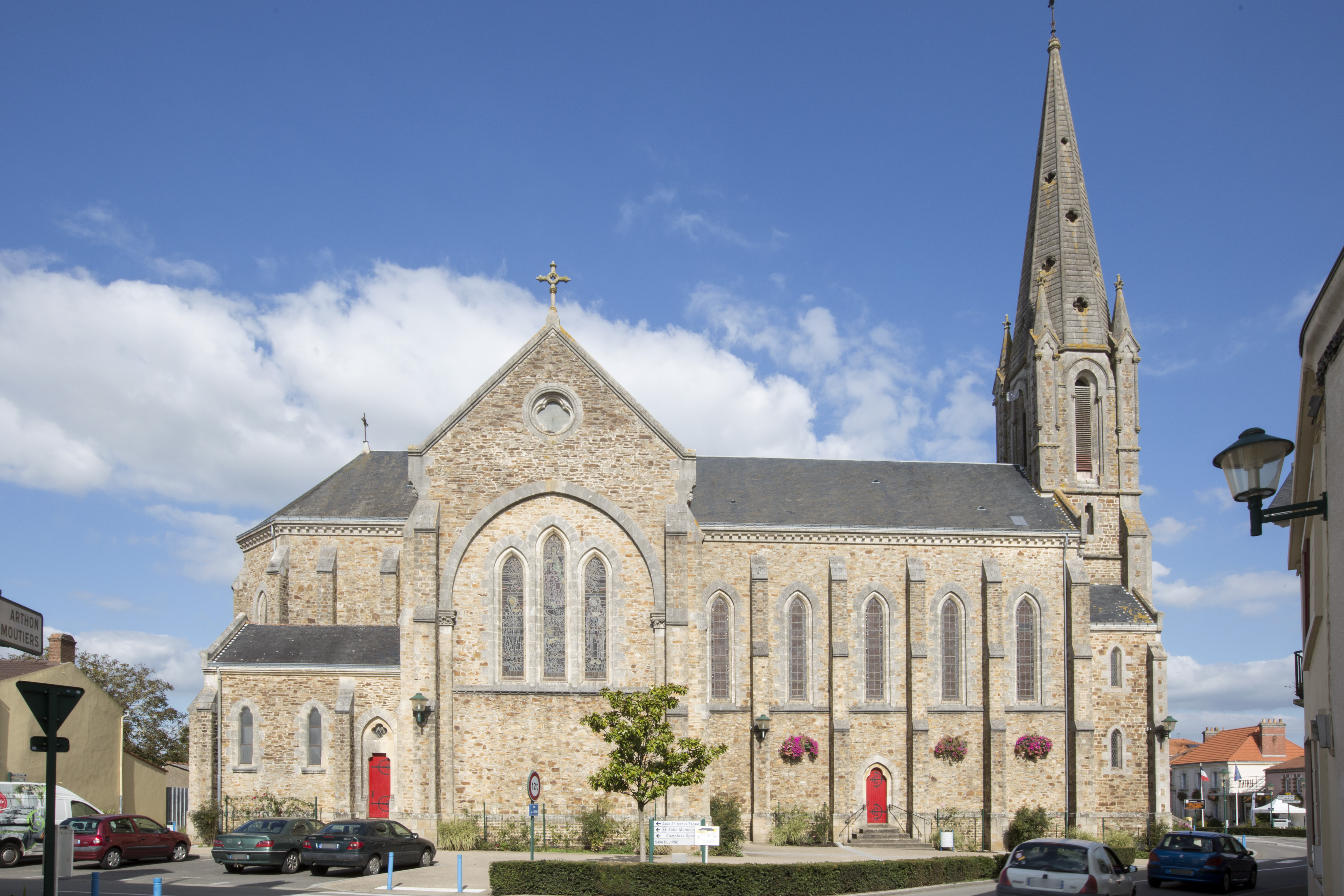
Façade de l'église.

Statues à l'intérieur
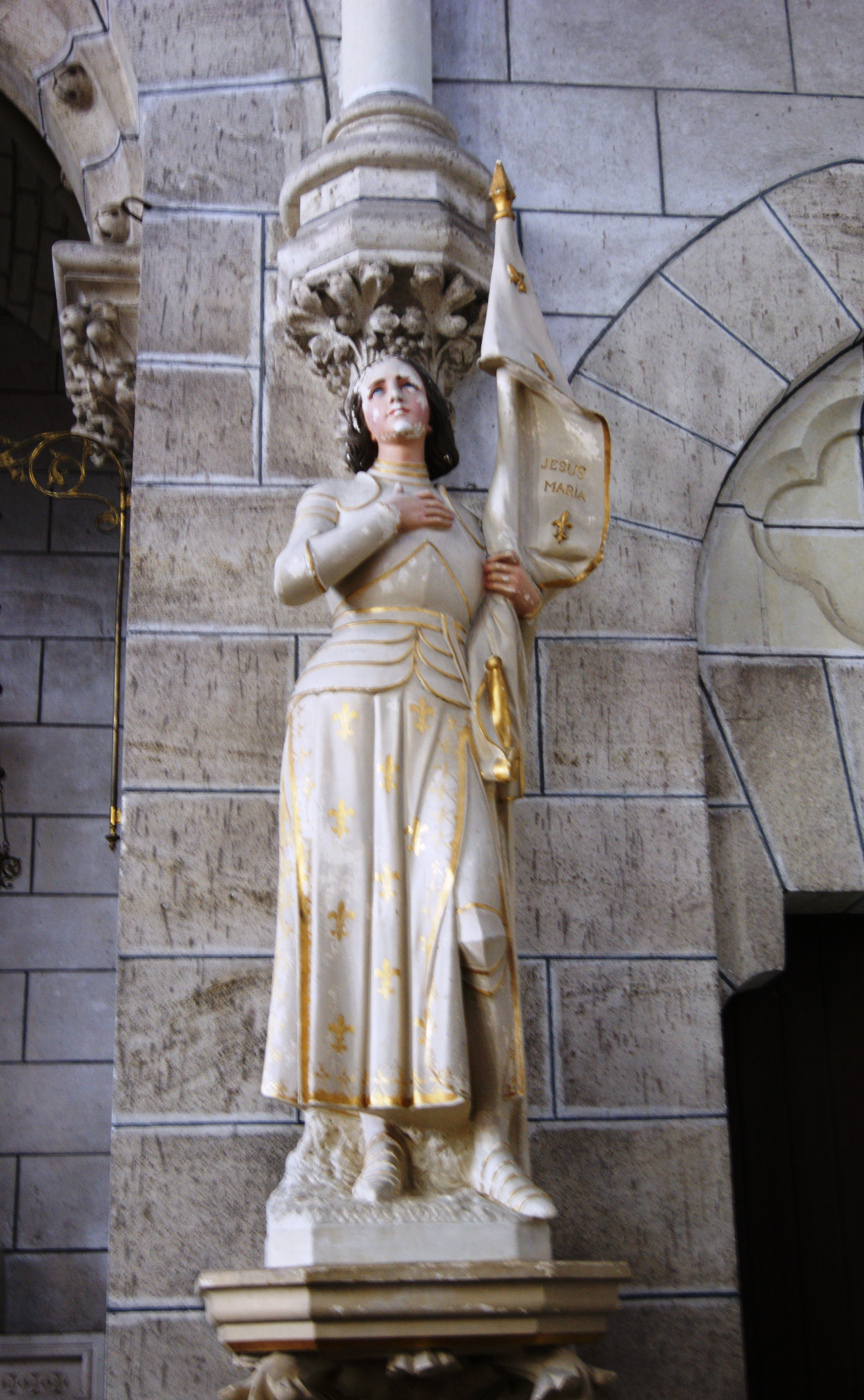
Statue de sainte Jeanne d'Arc.
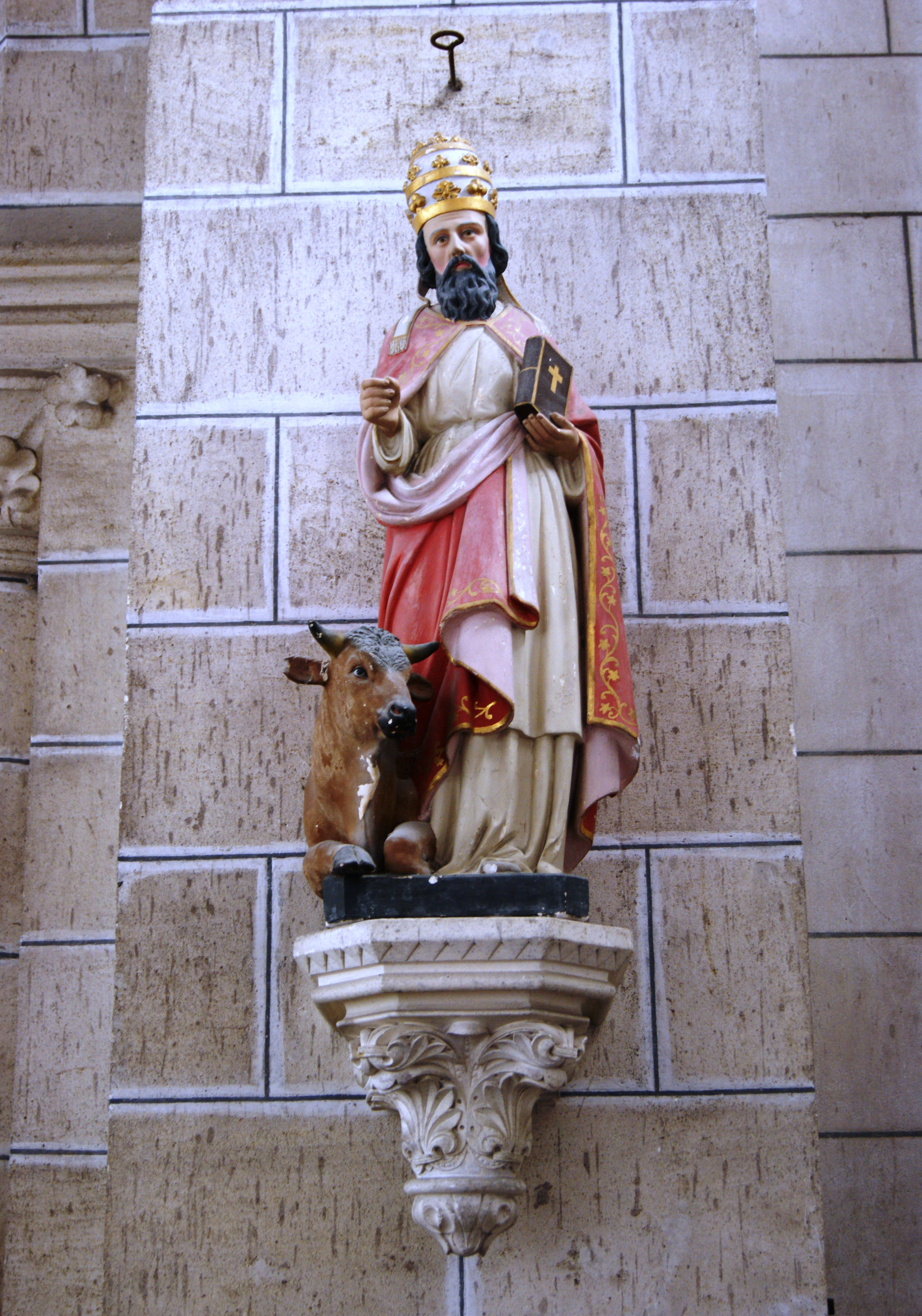
Statue de saint Corneille.
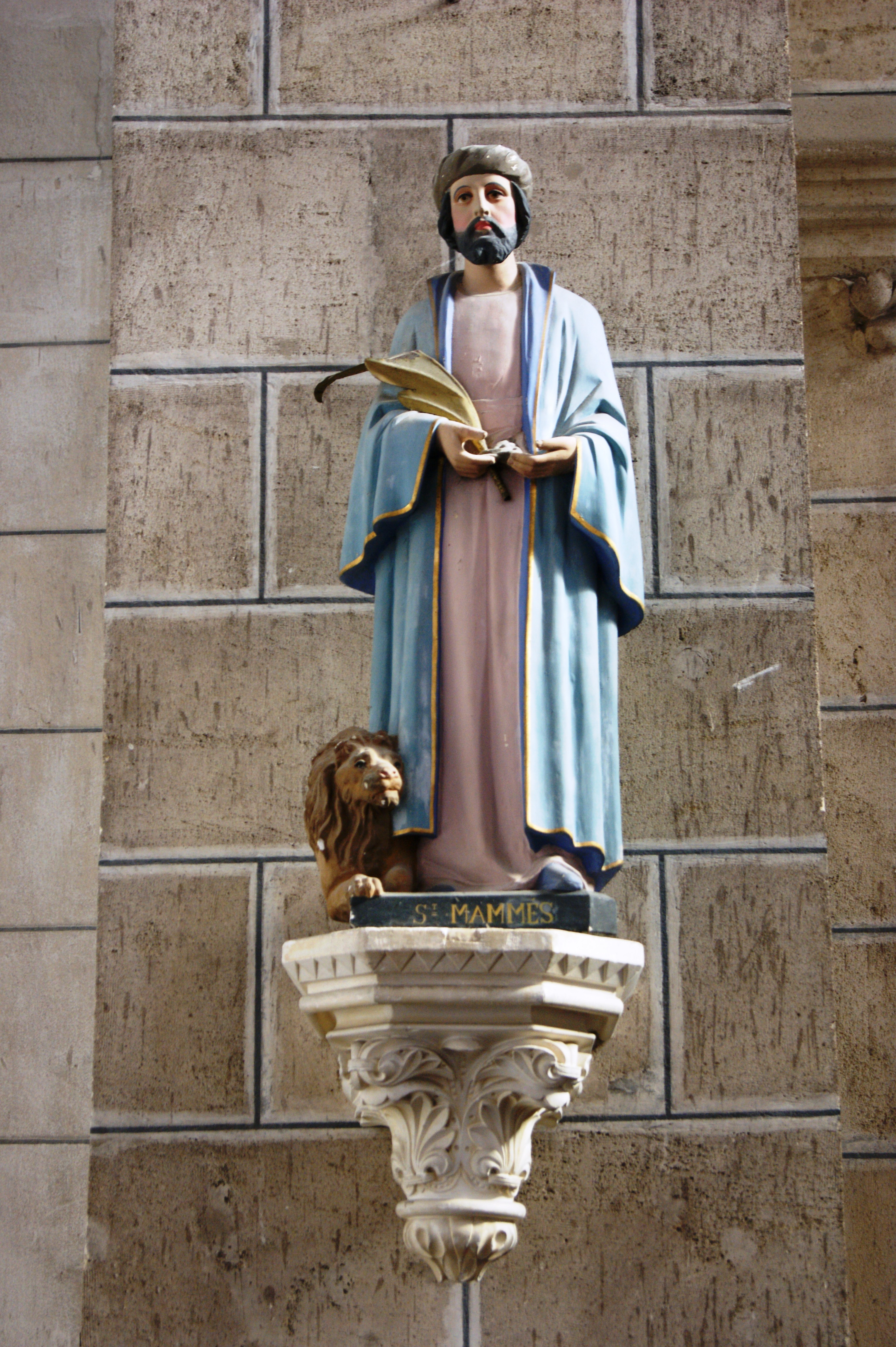
Statue de saint Mammès.